# Villa Ingrid

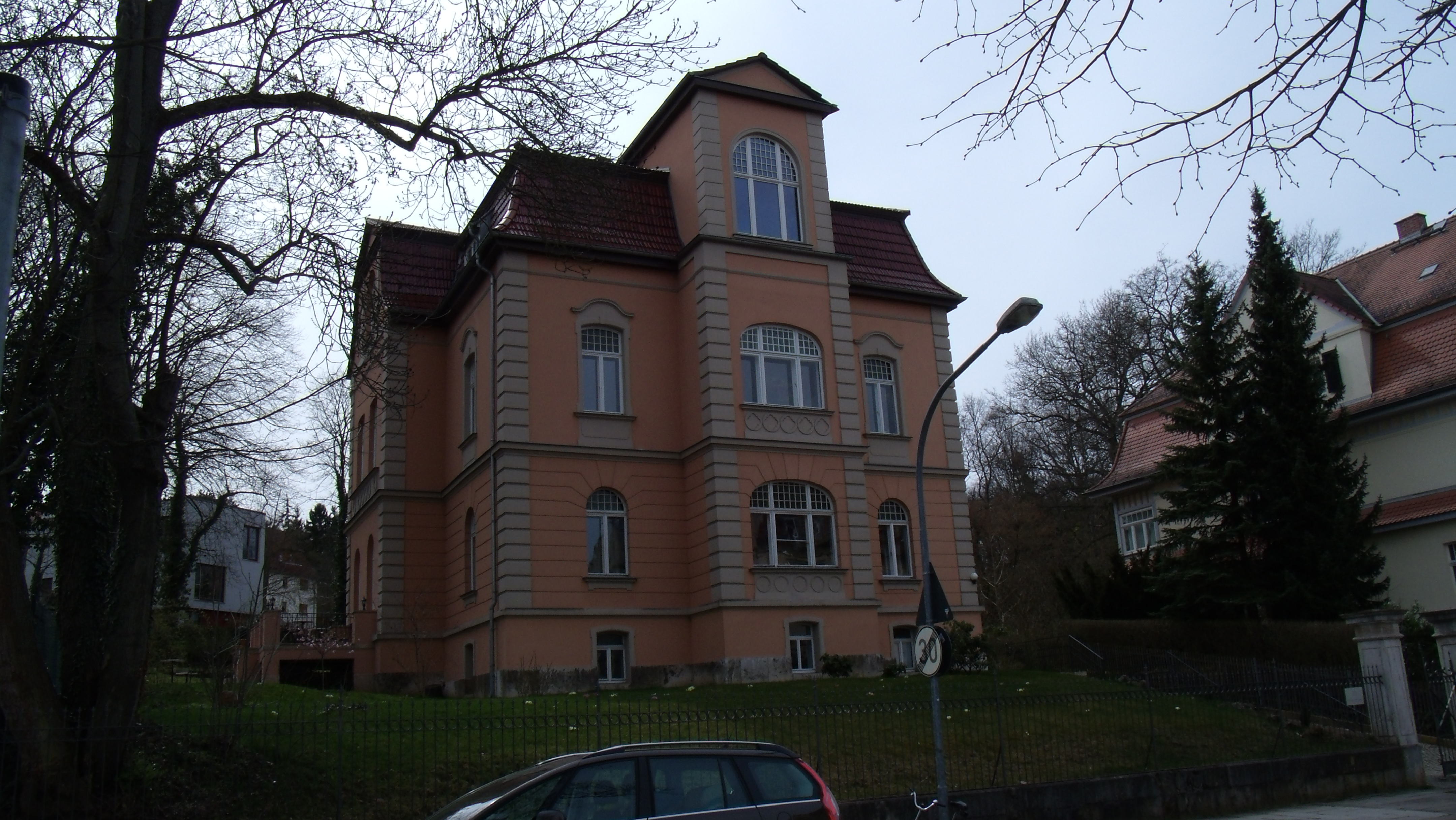
Villa Ingrid

Die Villa Ingrid befindet sich in Weimar in der Gutenbergstraße 1 in der Westvorstadt.
Es ließ diese der Sohn des Brauereibesitzers Heinrich Robert Heydenreich auf dem Rittergut Hoof, dem sachsen-weimarischen Regierungsrat Carl August Robert Heinrich Heydenreich, 1892 errichten. Der Entwurf kam vom Architekten und Bauunternehmer Max Hickethier. Zu ihr gehörten ein Gartenhaus mit Stallung, Wagenremise und Wohnungen für Kutscher und sonstiges Personal. Auch ein parkähnlicher Garten gehört dazu. Wie diese Villa zu ihrem Namen kam, ist einfach erklärt. Ihr Name „Ingrid“ bedeutet „Schönheit des ING“, des nordischen Gottes der Fruchtbarkeit und des Wachstums (woher Bezeichnungen wie Ingenieur oder Engineering herrühren), und war zu dieser Zeit in Deutschland nicht bekannt. Eine Frau, die Ingrid mit Vornamen hieß, gab es demzufolge nicht. 
Die Villa ist wieder im Besitz der Familie Heydenreich. Diese wurde enteignet 1972 und diente über ein Vierteljahrhundert als Internat für die Agraringenieurschule Weimar mit einer Kapazität für bis zu 50 Studenten und Mitarbeitern.
Die Villa Ingrid steht auf der Liste der Kulturdenkmale in Weimar (Einzeldenkmale).